# Minna Citron
Minna Wright Citron (* 15. Oktober 1896; † 23. Dezember 1991) war eine US-amerikanische Malerin und Grafikerin. Ihre frühen Drucke fokussieren sich auf die Rolle der Frau, manchmal auf eine satirische Weise, die als urbaner Realismus bekannt ist.

## Leben
Minna Citron wurde am 15. Oktober 1896 in Newark, New Jersey als jüngstes von fünf Kindern geboren. Sie heiratete den Geschäftsmann Henry Citron, mit dem sie zwei Söhne bekam, Casper und Thomas.
1924 begann sie ein Kunststudium am Brooklyn Institute of Arts and Sciences, während sie verheiratet war, in Brooklyn lebte und sich um ihre beiden Kinder kümmerte.
1928 studierte sie an der Art Students League gemeinsam mit John Sloan und Kenneth Hayes Miller, deren satirische Darstellungen des Stadtlebens ihren eigenen Stil beeinflussten. Ihre erste Einzelausstellung hatte sie im Jahr 1930 an der New School for Social Research.
Im Jahr 1934 trennten sie und ihr Ehemann sich. Danach führte sie eine langjährige Beziehung mit dem Anwalt und Philanthropen Arthur B. Brenner. Ihr gemeinsames Interesse für Psychoanalyse beeinflusste Citron.
Am 21. Dezember 1991 starb Minna Citron im Alter von 95 Jahren nach einer lang anhaltenden Krankheit im Beth Israel Hospital in Manhattan. Ihre Papiere befinden sich an der Syracuse University; ihr Werk befindet sich in der Sammlung des Georgia Museum of Art.